# Serejão
Het Serejão (volledige naam: Estádio Elmo Serejo Farias) is een multifunctioneel stadion in Taguatinga, in het Federaal District van Brazilië. Het wordt ook 'Estádio Boca do Jacaré' genoemd.
Het stadion wordt vooral gebruikt voor voetbalwedstrijden, de voetbalclub Taguatinga EC maakt gebruik van dit stadion. In het stadion is plaats voor 32.000 toeschouwers. Het stadion werd geopend in 1978.